# Chapelle de la Congrégation de Mobile
La chapelle de la Congrégation (en anglais Sodality Chapel) est un petit édifice religieux catholique sis sur le campus de Spring Hill College (en), un collège universitaire jésuite à Mobile en Alabama, aux États-Unis.

## Histoire
Le Spring Hill College (en), un collège universitaire jésuite, est ouvert en 1830, à Mobile en Alabama. Une 'Congrégation mariale' y est fondée peu après comme mouvement spirituel animant les étudiants dans le sens d'une spiritualité ignatienne.  Comme en beaucoup de collèges jésuites la 'Congrégation mariale' obtient sa chapelle propre qui lui permette d'organiser ses activités en toute indépendance.  Une chapelle lui est construite sur le vaste campus du collège. Construite en 1850 dans un style 'Greek Revival' elle est inscrite au 'Registre national des lieux historiques' le 18 octobre 1984 en tant qu'élément du 19th Century Spring Hill Neighborhood Thematic Resource (en).

## Architecture
L'unique allée intérieure de cet édifice rectangulaire est prolongée par l'espace carré qui accueille l'autel. Les fondations basses de la chapelle comportent des piliers en brique.
L'entrée principale se trouve du côté nord et l'entrée secondaire du côté sud. La grande porte d'entrée, composée de deux battants, est surmontée d'une imposte en forme de demi-cercle. Les façades est et ouest sont chacune pourvues de trois fenêtres espacées de façon régulière.
Le bâtiment est resté inchangé depuis sa création, à l'exception de la sacristie arrière qui est d'ailleurs moins élevée que le reste de l'édifice.